# Российский институт культурологии
Росси́йский институ́т культуроло́гии (РИК) — российский научно-исследовательский институт, существовавший в 1932—2014 годах.

## История института

### Основание института
В истории РИК нашли отражение как особенности становления отечественной науки о культуре, так практики администрирования сферы культуры в целом.
История института официально начинается с 1932 г., когда постановлением Совнаркома РСФСР был создан Центральный научно-исследовательский институт методов краеведческой работы (в ведении Наркомпроса РСФСР), а его первым директором был назначен М. П. Потемкин. Перед институтом ставились следующие задачи: разработка идеологически выдержанной методологии краеведения, поиск сырья «для станков пятилетки» и организация краеведческой работы. Первые самостоятельные полевые исследования сотрудники Института вели на строительстве канала Москва — Волга, в связи с которым осуществлялись поиски необходимых строительных материалов; одновременно были исследованы памятники истории и культуры, которые могли пострадать или исчезнуть в ходе проводимых строительных и ирригационных работ. В 1932 г. сотрудники Института также участвовали в изучении археологических памятников Москвы, обнаруженных в ходе строительства метрополитена.
Главной же для Института стала научно-методическая работа — разработка научно обоснованных программ, инструкций и пособий по краеведческой работе, для публикации которых был создан издательский отдел. С 1933 г. Институт стал издателем журнала «Советское краеведение» (выходил в 1930—1936 гг.). В 1937 г. было принято постановление СНК РСФСР «О реорганизации краеведческой работы в центре и на местах», по которому Институт был объединен с Высшими музейными курсами и преобразован в Научно-исследовательский институт краеведческой и музейной работы; для обеспечения систематической и широкой консультативной работы в его рамках был образован Методический кабинет. К числу основных сфер исследовательской работы Института того времени можно отнести анализ и оценку опыта работы музеев, методики комплектования и хранения коллекций, проблем экспозиционного показа, а также вопросы массовой и экскурсионно-лекционной работы, разработку принципов и методов краеведения и др. Буквально за несколько дней до начала Великой Отечественной войны Институту были выделены помещения в Палатах Аверкия Кириллова на Берсеневской набережной, которые он и занимал до последних дней своего существования.

### Институт в годы Великой Отечественной войны
С первых дней войны специалисты Института включились в работу по спасению памятников культуры и музейных коллекций, которые могли оказаться на оккупированных территориях; по их же инициативе начался планомерный сбор материалов, отражающих борьбу с фашизмом. В 1942 г. по заданию Государственной чрезвычайной комиссии при СНК СССР, Институт разработал принципы оценки историко-бытовых и естественно-исторических музейных коллекций, которые применялись для определения ущерба, нанесенного СССР. Всего за годы войны Институтом были составлены многочисленные методические пособия по созданию выставок и оценке музейных коллекций, разработаны научные основы государственного учёта музейных коллекций, памятников и др.

### Послевоенное развитие института
В конце апреля 1947 г. Институт подвергся критике со стороны Наркомпроса, и в декабре того же года его директор Н. М. Коробков (1897—1947) провел совещание ведущих сотрудников, на котором были намечены новые направления деятельности и её дальнейшее расширение. В 1948 г. были проведены две расширенные сессии Ученого совета Института, первая из которых прошла в ноябре и по составу стала общесоюзной: в заседаниях участвовало около 300 человек, в том числе — представители многих союзных республик. «Музееведы определили это событие как переломный момент в развитии музейного дела страны»: именно в результате этой встречи музеи стали рассматриваться как научные учреждения. Вторая сессия была посвящена районным краеведческим музеям, в ходе её работы был поставлен вопрос о повышении профессионализма сотрудников таких музеев.
С октября 1948 г. по решению СНК СССР началась разработка научных методов охраны недвижимых памятников истории и культуры, их реставрации и определения подлинности; началось включение недвижимых памятников в новые функциональные и, прежде всего, музейные системы. В 1949 г. в Институте были открыты курсы повышения квалификации, положившие начало практике профессиональной переподготовки в системе музейных учреждений России.
В 1955 г. Институт был переименован в НИИ музееведения, а в 1966 — преобразован в НИИ музееведения и охраны памятников истории и культуры Министерства культуры РСФСР. С середины 1950-х гг. стали выходить такие фундаментальные работы его сотрудников, как коллективная монография «Основы советского музееведения» (1955), начала издаваться серия работ А. И. Михайловской по экспозиционной деятельности музеев и др. Итогом целенаправленной работы по созданию истории музейного дела России стали семь томов знаменитых «Очерков», опубликованных уже в 1960-е гг.
С 1960-70-х гг. с учётом международного опыта, в исследованиях Института историко-культурные объекты стали рассматриваться как структурные звенья, соединяющие человека с прошлым во всем культурном богатстве и разнообразии. Это повлекло за собой подготовку ряда работ по стратиграфии памятников истории культуры и потребовало детального изучения отечественной региональной культуры. Необходимость введения широкого культурного контекста в анализ объектов культуры заставила Институт искать свои пути в более широких предметных сферах, и с 1969 г. он стал именоваться НИИ культуры. В Институте получили развитие экономические и социологические исследования, изучалась деятельность массовых культурно-просветительных учреждений, проблемы планирования и прогнозирования развития учреждений культуры, а также взаимоотношений государственных и общественных организаций в области охраны и использования памятников. Тогда же стали создаваться работы, посвященные теории культуры.

### Подъём в 1980-е годы и дальнейшее развитие
1980-е годы вошли в историю Института как новый, серьёзный подъём: его сотрудники были привлечены к разработке проблем модернизации культуры и проектов по развития отрасли в целях решения практических задач. Так, например, благодаря деятельности Института при Министерстве культуры РСФСР была создана и успешно работала отраслевая социологическая служба, сам Институт получил известность как центр проведения деловых игр. В те же годы установилась его прочная связь с Академией наук. В то же время появились первые работы, авторы которых стали использовать понятие «культурология». Были опубликованы работы по методологии и методике исследования культуры, проблемам социального проектирования, по вопросам качества городской среды, развития народного творчества, сохранения и возрождения фольклорных традиций и др.
Музееведение и изучение наследия по-прежнему оставались ведущими направлениями в деятельности Института, но это были уже качественно иные исследования. Масштабное социологическое обследование «Музей и посетитель», проведенное в 22 регионах России, позволило рассмотреть проблему музея в широком социокультурном контексте.
Перечисленные исследования практически подготовили переход Института к постановке проблем культурологии, а затем — к их изучению. В 1989 г. директором Института был избран К. Э. Разлогов, и вскоре Институт был переименован в Российский институт культурологии (1992). В 1993 г. открылся Сибирский филиал в Омске, в 1997 г. — Санкт-Петербургское отделение Института, а в 2012 г. — его Южный филиал в Краснодаре.
Начиная с 1990-х гг. тематика исследований Института значительно расширилась, и работы его сотрудников были направлены на то, чтобы представить целостное функционирование системы современной культуры — от музеев и памятников до кино, телевидения и новых информационных технологий, от краеведения и фольклористики до художественного творчества и культурной жизни населения. Одной из задач стало преодоление ограничений, связанных с так называемой «ведомственной» трактовкой понятия «культура», и дополнение традиционных научных направлений исследований новыми и актуальными, в частности — связанными с новыми технологиями. В качестве отдельного направления деятельности Института выделилась культурологическая экспертиза.
Главной задачей Института стало изучение проблем культуры в широком методологическом, географическом и временном диапазоне. Культура понималась, прежде всего, в антропологическом смысле, как система нравов, традиций, обычаев и ценностей, объединяющих то или иное сообщество (носителей той или иной культуры). Исследования Института развивались по следующим основным направлениям: теоретическая, историческая и прикладная культурология, гуманитарные исследования. Появились исследования по теории культуры, социально-культурной антропологии, проблемам модернизации, теории и истории художественного процесса и др. Основу развития исторической культурологии составили музееведческие исследования и изучение вопросов культурного наследия. Важнейшим этапом её становления стали подготовка и издание «Российской музейной энциклопедии» (2001), которая затем превратилась в одноимённый интернет-проект, а также завершение многолетней работы по созданию «Свода памятников истории и культуры» для значительной части регионов России.
Новый импульс получили прикладные исследования, включая изучение проблем культурной политики, культурологического образования, социализации и инкультурации. Большая часть прикладных исследований и проектов была связана с основными направлениями деятельности Министерства культуры Российской Федерации, к ведению которого Институт относился.

### Ликвидация института в 2014 году
В 2013 году, под лозунгом «оптимизации» научных учреждений, подведомственных Министерству культуры, началось реформирование Института, вылившееся в план по резкому сокращению числа его сотрудников и слиянию Института с Российским научно-исследовательским институтом культурного и природного наследия, одобренный, как утверждало инициировавшее этот процесс Министерство, научным сообществом и представителями обоих учреждений. В соответствии с планом сокращения штатов, из 127 научных сотрудников (в конце 2013 г.) в Институте должно было остаться 97, но в действительности осталось только 20; остальные вынуждены были уволиться или перейти в Институт наследия — причём, по утверждению ряда бывших сотрудников РИК, их перевод в состав Института наследия был принудительным и абсурдным. По мнению бывшего директора Института К. Э. Разлогова, присоединение Института культурологии к Институту культурного наследия связано с тем, что «культура у нас воспринимается как вещь, принадлежащая прошлому. Поэтому Институт наследия очень кстати, а всё что касается настоящего и будущего, многие считают неактуальным и даже вредным». Одобрение научной общественности, полагает Разлогов, слиянию институтов было гарантировано, поскольку все его противники уже были  уволены.
Окончательное решение о слиянии двух институтов было принято 23 января 2014 года.

## Филиалы института
С начала 1990-х годов было создано три филиала Института — в Омске, Санкт-Петербурге и в Краснодаре.

### Сибирский филиал в Омске
Сибирский филиал Российского института культурологии (СФ РИК) был образован приказом № 7 по Российскому институту культурологии Министерства культуры Российской Федерации от 22 февраля 1993 года. Директором филиала стал доктор исторических наук, профессор Н. А. Томилов, известный исследователь традиционной культуры и её современных проблем. В 1999 году филиал начал издание журнала «Культурологические исследования в Сибири».
Филиал разрабатывал проблемные вопросы, связанные с государственной социокультурной политикой на территории Западной Сибири, региональными народными традициями, а также разрабатывал методики сохранения и изучения культурного наследия Западной Сибири музейными средствами. Научные сотрудники Сибирского филиала также координировали на региональном уровне фундаментальные и прикладные научные исследования теории, истории, социологии и экономики культуры, культурного наследия, динамики культурных процессов, формовали информационный банк данных и архив по проблемам культуры Сибири и Севера, проводили культурологические экспертизы. В настоящее время входит в состав Института наследия.

### Санкт-Петербургское отделение
Санкт-Петербургское отделение Российского института культурологии учреждено в 1997 году Министерством культуры Российской Федерации, Постановлением Бюро Отделения литературы и языка Российской академии наук, на основании Решения Учёного совета Российского института культурологии. Директор отделения стала кандидат философских наук Л. М. Морева, которую в 2004 году сменил доктор филологических наук Д. Л. Спивак. С 2000 года на базе отделения работала Кафедра ЮНЕСКО по компаративным исследованиям духовных традиций, специфики их культур и межрелигиозного диалога. С 2010 года издаётся «Международный журнал исследований культуры».
Научные исследования Санкт-Петербургского отделения Российского института культурологии были ориентированы на разработку фундаментальных проблем культурологии как нового, междисциплинарного поля исследований, сформировавшегося на пересечении ряда традиционных гуманитарных дисциплин и общественных наук. Особое внимание уделялось исследованию механизмов культурной политики, изучению стратегий и тактик развития культурного многообразия, противостоящего как «дикой глобализации», так и культурному локализму, сепаратизму и изоляционизму. Комплексному анализу были подвергнуты сценарии оптимизации культурной политики, сохраняющие её гуманистический и культуротворческий потенциал в экстремальных условиях существования современного общества. В настоящее время входит в состав Института наследия.

### Южный филиал в Краснодаре
Филиал Института был образован 30 января 2012 года, что стало очередным шагом в реализации долгосрочной стратегии Института по созданию единого «культурологического пространства» в Российской Федерации и включению интеллектуальных ресурсов региона в научную и образовательную инфраструктуру культурной жизни. Директором стала доктор философских наук, профессор И. И. Горлова.
В центре исследований филиала находилась культура Юга России, её политика, институты, практики; это определило структуру подразделения и первые планы научной работы, включавшие мониторинг роли и места культуры в динамичных процессах преобразований, происходящих в регионе, их воздействие на консолидацию общества.

## Издания
За последние 5 лет работы Институтом было издано 75 монографий, 18 учебников и учебных пособий, 5 энциклопедий и 108 других важных работ. Помимо книг, Институт и его филиалы осуществляли выпуск ряда периодических изданий:
1. научный журнал «Культура и искусство» (председатель Редакционного совета и главный редактор К. Э. Разлогов, 6 выпусков в год).
2. научное электронное периодическое рецензируемое издание «Культурологический журнал»[6] (главный редактор О. Н. Астафьева, 4 выпуска в год).
3. Научное электронное периодическое рецензируемое издание «Международный журнал исследований культуры» [7](Санкт-Петербургское отделение Института, главный редактор Д. Л. Спивак, 4 выпуска в год).
4. Научное периодическое издание «Культурологические исследования в Сибири» (Сибирский филиал Института, Омск, 4 выпуска в год).
5. Научный рецензируемый журнал «KANT. Серия: Социально-гуманитарные науки» (Южный филиал Института, Краснодар).

Кроме книг, сотрудниками Института и его региональных отделений было опубликовано около 4 тыс. статей, из них в рецензируемых изданиях, включенных в перечень ВАК, —— около 400 статей, в зарубежных изданиях —— около 200 статей.
Многие книги сотрудников Института получили награды объединений книгоиздателей (дипломы АСКИ), правительства Московской области и др. Книга К. Э. Разлогова «Мировое кино» включена в лонг-лист премии «Просветитель» фонда «Династия», книгу А. Н. Рылевой и О. Д. Балдиной «Два взгляда на наивное искусство» признали Лучшей книгой 2011 г. на Всероссийском конкурсе. В мае 2012 года Институт вошёл в Гильдию книжников.

## Директора
- 1932—1933 — М. П. Потёмкин
- 1933, и. о. — д.фил.н. И. Г. Клабуновский
- 1933—1935 — А. А. Канчеев
- 1935—1937 — П. М. Никифоров
- 1938—1941 — А. А. Ширямов
- 1942—1945, и. о. — И. П. Кряжин
- 1945—1947 — к.и.н. А. Д. Маневский
- 1947, и. о. — к.и.н. Н. М. Коробков
- 1948, и. о. — П. И. Галкина
- 1948—1951 — Ф. Н. Петров
- 1951—1958 — к.и.н. Г. А. Новицкий
- 1959—1971 — к.и.н. А. С. Хануков
- 1972—1982 — д.и.н. Т. А. Кудрина
- 1983—1988 — д.филос.н. В. Б. Чурбанов
- 1988—1989 — д.филос.н. Л. Г. Ионин
- 1989—2013 — д.иск. К. Э. Разлогов
- 2013—2014 — д.и.н. А. В. Окороков